# Hvidmalt
Hvidmalt fremstilles ved at afbryde spiringen af maltbyg, når de hvide spirer bliver grønne, hvorefter malten tørres og skæres.